# Rukoveznik
Rukoveznik (engl. armbinder ili monoglove) je BDSM odjeća korištena u bondageu.
Rukoveznik je stožasti rukav, koji pokriva obje ruke i proteže se od prsti preko laktova, držeći ruke zajedno iza leđa, a najčešće se zatvara sa zatvaračem ili vezicama, što je često nadopunjeno naramenicama, kako bi se spriječilo ispadanje.

## Varijacije
Postoj razne varijacije u dizajnu, primjerice sukav koji ide do zgloba šake, ne prekivajući šaku i dozvoljavajući joj nešto slobode kretanja. 
Neki rukoveznici su integrirani u veći odjevni predmet, koji je najčešće jakna, haljina ili catsuit.